# Брусничный (Челябинская область)
Брусни́чный — упразднённый в 2023 году посёлок в Саткинском районе Челябинской области России. Входил в состав Бакальского городского поселения.
По данным Всероссийской переписи, в 2010 году численность населения посёлка составляла 0 человек.

## География
Располагался на юго-западной окраине Бакала.
Уличная сеть посёлка на 2014 год состояла из 1 улицы.
Через посёлок протекает ручей Брусничный. Рядом находятся реки Верша и Буланка и гора Брусничная. Упразднён в 2023 году.

## История
Упразднён официально в 2023 году Законом Челябинской области от 01.02.2023 № 764-ЗО "О внесении изменений в Закон Челябинской области «О статусе и границах Саткинского муниципального района, городских и сельских поселений в его составе».

## Население
| 2002 | 2010 |
| ---- | ---- |
| 10   | ↘0   |